# NGC 5818
NGC 5818 (również PGC 53530 lub UGC 9643) – galaktyka soczewkowata (S0), znajdująca się w gwiazdozbiorze Wolarza. Odkrył ją Lewis A. Swift 23 kwietnia 1887 roku.
W galaktyce tej zaobserwowano supernową SN 2013hr.